# ラ・ファミリア・カルテル
ラ・ファミリア・カルテル（スペイン語: La Familia Michoacana）は、メキシコの犯罪組織、麻薬カルテル。
ファミリア・ミチョアカーナはミチョアカン州を基盤としている。以前はガルフ・カルテルおよびロス・セタスと同盟を組んでいたが、ラ・ファミリアは今は分裂して独立した組織となっている。2010年2月、ラ・ファミリアは、ロス・セタスとベルトラン・レイバ・カルテルとの同盟に対抗してガルフ・カルテルとの同盟を作り上げた。